# Microplitis improvisus
Microplitis improvisus är en stekelart som först beskrevs av Papp 1984.  Microplitis improvisus ingår i släktet Microplitis och familjen bracksteklar. Inga underarter finns listade i Catalogue of Life.